# CA 19-9
CA 19-9, antygen węglowodanowy 19-9 – białko antygenowe będące markerem nowotworowym znajdujące zastosowanie głównie w monitorowaniu leczenia raka trzustki. Podwyższone stężenie markera jest obserwowane w różnych chorobach nowotworowych oraz chorobach trzustki, dróg żółciowych i wątroby. CA 19-9 jest produkowany przez komórki przewodu pokarmowego, wątroby, trzustki, dróg żółciowych, gruczołów ślinowych i oskrzeli. Za normalne stężenie CA 19-9 przyjmuje się stężenie poniżej 37 U/ml. Antygen CA 19-9 jest pochodną antygenu układu Lewis i osoby z rzadkim układem antygenu Lewis a-b stanowiące 3-7% populacji nie są zdolne do wytwarzania tego antygenu.

## Zastosowanie

### Rak trzustki
CA 19-9 znajduje zastosowanie przede wszystkim w diagnostyce raka trzustki, choć jest mało przydatny do badań przesiewowych. Służy głównie do oceny skuteczności leczenia. Przedoperacyjne stężenie koreluje ze stadium choroby i operacyjnością guza. Pooperacyjny spadek lub niskie stężenie koreluje z rokowaniem. Podobnie normalizacja stężenia po leczeniu adiuwantowym koreluje z rokowaniem. Marker wykazuje wysoką czułość i stosunkowo wysoką swoistość, jednak jego podwyższone stężenie jest obserwowane również w innych chorobach nowotworowych trzustki i chorobach trzustki, dróg żółciowych i wątroby.

### Inne nowotwory
Rak dróg żółciowych
Marker CA 19-9 jest stosowany w diagnostyce raka dróg żółciowych. Wykorzystywany jest jako badanie przesiewowe u chorych z pierwotnym stwardniającym zapaleniem dróg żółciowych (PSC). Stężenie CA 19-9 jest podwyższone w ponad 75% przypadków raka dróg żółciowych. CA 19-9 wykazuje większą czułość i swoistość niż CEA w diagnostyce raka dróg żółciowych. Badanie markera CA 19-9 stosunkowo często daje wyniki fałszywie dodatnie w chorobach dróg żółciowych. U chorych na PSC podwyższone stężenie CA 19-9 >100 U/ml wykazuje stosunkowo wysoką czułość i swoistość w wykrywaniu raka dróg żółciowych. Badanie Shen i współpracowników wskazuje, że u blisko 60% chorych na raka dróg żółciowych stwierdzono stężenie CA 19-9 >37 U/ml. Wykazano, że marker koreluje z większym ryzykiem wystąpienia zajęcia węzłów chłonnych i przerzutów odległych. Wyższe stężenie CA 19-9 i CEA korelują z wyższym zaawansowaniem choroby i gorszym rokowaniem. CA 19-9 może być używany do monitorowania skuteczności leczenia.
Rak wątrobowokomórkowy
U części chorych na raka wątrobowokomórkowego obserwuje się podwyższone stężenie CA 19-9, jednak jego kliniczna rola jest niejasna. Źródło podwyższonego stężenia CA 19-9 w raku wątrobowokomórkowym jest nieznane, prawdopodobnie jest efektem niedrożności drobnych dróg żółciowych w wyniku ucisku przez guz. Wykazano, że wyższe przedoperacyjne stężenia markera korelują z gorszym przeżyciem chorych po operacji. Podwyższone stężenie markera jest niezależnym czynnikiem ryzyka zgonu chorych.
Rak jelita grubego
W raku jelita grubego marker jest stosowany w diagnostyce i w monitorowaniu skuteczności leczenia. Marker jest bardziej czuły niż CEA, a połączenie CA 19-9 z CEA zwiększa czułość badania. CA 19-9, szczególnie w połączeniu z CEA, może być używany w monitorowaniu odpowiedzi na leczenie.
Rak żołądka
W raku żołądka CA 19-9 w diagnostyce pełni pomocniczą rolę, głównie w monitorowaniu skuteczności leczenia. Wyższe stężenie tego markera jest związane z gorszym rokowaniem i większym prawdopodobieństwem zajęcia węzłów chłonnych i otrzewnej.
Rak przełyku
W raku przełyku stwierdza się podwyższone stężenie CA 19-9. Marker w połączeniu z innymi markerami, szczególnie z CEA, oceniono w monitorowaniu skuteczności leczenia operacyjnego, jednak CA 19-9 nie znalazł większego zastosowania w monitorowaniu leczenia raka przełyku.
Rak jajnika
W różnych podtypach histologicznych raka jajnika obserwuje się różną częstość występowania podwyższonego stężenia markera. Wraz z CA 125 pełni rolę w różnicowaniu zmian złośliwych i niezłośliwych.

## Choroby nienowotworowe
Stężenie markera może ulec podwyższeniu w niektórych chorobach nienowotworowych wątroby i dróg żółciowych. Stężenie przeważnie nie przekracza 100 U/ml i nigdy nie przekracza 500 U/ml.
Podwyższone stężenie CA 19-9 bywa stwierdzane w następujących chorobach nienowotworowych:
- zapalenie wątroby,
- marskość wątroby,
- zapalenie pęcherzyka żółciowego,
- ostre i przewlekłe zapalenie trzustki,
- zapalenie płuc i wysięk do opłucnej.